# 1118年
| 千纪： | 2千纪 |
| 世纪： | 11世纪 \| 12世纪 \| 13世纪 |
| 年代： | 1080年代 \| 1090年代 \| 1100年代 \| 1110年代 \| 1120年代 \| 1130年代 \| 1140年代                                                     |
| 年份： | 1113年 \| 1114年 \| 1115年 \| 1116年 \| 1117年 \| 1118年 \| 1119年 \| 1120年 \| 1121年 \| 1122年 \| 1123年                           |
| 纪年： | 戊戌年（狗年）；辽天庆八年；北宋政和八年，重和元年；西夏雍寧五年；金天辅二年；大理文治九年；越南會祥大慶九年；日本永久六年，元永元年 |

## 大事记
- 亚洲
  - 约翰二世登基为拜占庭皇帝。
  - 鮑德溫一世入侵埃及中去世，鮑德溫二世為新的耶路撒冷王國國王。
  - 宋徽宗派武义大夫马政自山东登州（今山东蓬莱）乘船渡海，以买马为幌子，与金谈判攻辽，直到1120年議定海上之盟。
- 欧洲
  - 1月24日——格拉修二世继帕斯卡二世担任教宗。
  - 3月10日——格利高里八世被亨利五世拥护为对立教宗。
  - 12月18日——阿方索一世从摩尔人手中收复萨拉戈萨。

## 出生
- 11月28日——曼努埃尔一世，后来成为拜占庭帝国皇帝（1143年—1180年）
- 12月21日——托马斯·贝克特，后成为坎特伯雷大主教（1162年—1170年）
- 平清盛，日本平安时代后期武将
- 西行法师，日本诗人

## 逝世
- 1月21日，教宗帕斯卡二世
- 4月2日，耶路撒冷国王鲍德温一世
- 8月15日，拜占庭皇帝阿历克塞一世（出生1048年，70岁）